# Selvkontrol
Selvkontrol er evnen til at kontrollere ens følelser, adfærd, og behov på grund af eksterne krav for at fungere i samfundet. Selvkontrol er afgørende adfærd for at opnå mål og for at undgå impulser og følelser, der kan blive negativt modtaget af omgivelserne. Inden for adfærdsanalyse repræsenterer selvkontrol hjemstedet for to modstridende sider, som bestrider og regulerer hinanden til en balance mellem personlige behov og lyster i forhold til eksterne forventninger. Inden for psykologi kaldes det sommetider selvregulering.